# 默格伦
默格伦是保加利亚布尔加斯州艾托斯市鎮的村庄。